# Skate Canada 1988
Navigation
Édition précédente Édition suivante
Le Skate Canada (ou Internationaux Patinage Canada) est une compétition internationale de patinage artistique qui se déroule au Canada au cours de l'automne. Il accueille des patineurs amateurs de niveau senior dans quatre catégories: simple messieurs, simple dames, couple artistique et danse sur glace.
Le quinzième Skate Canada est organisé du 27 au 30 octobre 1988 au Fort William Gardens de  Thunder Bay dans la province de l'Ontario. 

## Résultats

### Messieurs
| Rang | Nom               | Pays                 | Points | Fig. imp. | Prog. court | Prog. libre |
| ---- | ----------------- | -------------------- | ------ | --------- | ----------- | ----------- |
| 1    | Kurt Browning     | Canada               | 3.0    | 2         | 2           | 1           |
| 2    | Viktor Petrenko   | Union soviétique     | 3.0    | 1         | 1           | 2           |
| 3    | Angelo D'Agostino | États-Unis           | 6.4    | 4         | 3           | 3           |
| 4    | Matthew Hall      | Canada               | 9.6    | 8         | 12          | 4           |
| 5    | Cameron Medhurst  | Australie            | 12.6   |           |             |             |
| 6    | Daniel Weiss      | Allemagne de l'Ouest | 13.0   |           |             |             |
| 7    | James Cygan       | États-Unis           | 13.6   | 3         | 9           | 7           |
| 8    | Ronny Winkler     | Allemagne de l'Est   |        |           |             |             |
| 9    | Oula Jääskeläinen | Finlande             |        |           |             |             |
| 10   | Frédéric Lipka    | France               | 20.4   |           |             |             |
| ...  |                   |                      |        |           |             |             |

### Dames
| Rang | Nom                   | Pays                 | Points | Fig.. imp. | Prog. court | Prog. libre |
| ---- | --------------------- | -------------------- | ------ | ---------- | ----------- | ----------- |
| 1    | Natalia Lebedeva      | Union soviétique     | 3.0    | 2          | 2           | 1           |
| 2    | Jill Trenary          | États-Unis           | 3.0    | 1          | 1           | 2           |
| 3    | Patricia Neske        | Allemagne de l'Ouest | 6.8    | 5          | 3           | 3           |
| 4    | Charlene Wong         | Canada               | 8.0    | 3          | 3           | 5           |
| 5    | Tracey Damigella      | États-Unis           | 10.0   | 6          | 6           | 4           |
| 6    | Yukiko Kashihara      | Japon                | 12.2   |            |             |             |
| 7    | Marie-Claude Tremblay | Canada               | 15.8   |            |             |             |
| 8    | Tamara Téglássy       | Hongrie              | 15.8   |            |             |             |
| 9    | Gina Fulton           | Royaume-Uni          | 16.0   | 4          |             |             |
| 10   | Elina Hänninen        | Finlande             |        |            |             |             |

### Couples
| Rang | Nom                                  | Pays                 | Points | Prog. court | Prog. libre |
| ---- | ------------------------------------ | -------------------- | ------ | ----------- | ----------- |
| 1    | Isabelle Brasseur / Lloyd Eisler     | Canada               | 1.5    | 1           | 1           |
| 2    | Peggy Schwarz / Alexander König      | Allemagne de l'Est   | 3.5    | 3           | 2           |
| 3    | Ekaterina Murugova / Artem Torgashov | Union soviétique     | 4.0    | 2           | 3           |
| 4    | Natalie Seybold / Wayne Seybold      | États-Unis           | 6.0    | 4           | 4           |
| 5    | Melanie Gaylor / Lee Barkell         | Canada               | 7.5    | 5           | 5           |
| 6    | Lisa Cushley / Neil Cushley          | Royaume-Uni          | 9.0    | 6           | 6           |
| 7    | Sonja Adalbert / Daniele Caprano     | Allemagne de l'Ouest | 10.5   | 7           | 7           |

### Danse sur glace
| Rang    | Nom                                     | Pays             | Points | Danse imposée | Danse originale | Danse libre |
| ------- | --------------------------------------- | ---------------- | ------ | ------------- | --------------- | ----------- |
| 1       | Natalia Annenko / Genrikh Sretenski     | Union soviétique | 2.0    | 1             | 1               | 1           |
| 2       | April Sargent / Russ Witherby           | États-Unis       | 4.0    | 2             | 2               | 2           |
| 3       | Melanie Cole / Michael Farrington       | Canada           | 6.0    | 3             | 3               | 3           |
| 4       | Stefania Calegari / Pasquale Camerlengo | Italie           | 8.0    | 4             | 4               | 4           |
| 5       | Jodie Balogh / Jerod Swallow            | États-Unis       | 10.0   | 5             | 5               | 5           |
| 6       | Sophie Moniotte / Pascal Lavanchy       | France           | 12.0   | 6             | 6               | 6           |
| 7       | Kaoru Takino / Kenji Takino             | Japon            | 14.0   | 7             | 7               | 7           |
| Forfait | Karyn Garossino / Rod Garossino         | Canada           |        |               |                 |             |

## Sources
- Patinage Magazine N°14 (Décembre 1988/Janvier 1989)
- Podiums et résultats des patineurs canadiens sur le site de Patinage Canada
- (en) « SKATE CANADA '88 », sur usfsa.xmlmanager.qg.com